# アエディリス
アエディリス（ラテン語: aedilis）とは、古代ローマの政務官職のひとつ。按察官（あんさつかん）、造営官などと訳される。主に公共建築の管理、ローマの祭儀の管理を行う。

## 概要
アエディリスは2種類が存在し、当初プレブスのみが就任可能であったが、紀元前367年にパトリキのみが就任するものが増設された。両者はあくまで別の公職であり同僚の関係にはなかった。後者は神聖性を表し権威の象徴である象牙の椅子（セッラ・クルリス）の使用が許されており、「アエディリス・クルリス」と呼ばれた。これは日本語ではアエディリスの訳語に上級をつけて訳されることが多い。対して前者の「アエディリス・プレビス」は平民をつけて訳される。ただ、彼らが神々に捧げる祝祭（ludi）を奉献する際には、アエディリス・プレビスであってもトガ・プラエテクスタの着用と象牙の椅子の使用が認められていた。
このルディには、ケレース祭（ludi Ceriales）、フローラ祭（ludi Florales）、ユーピテル祭（ludi Romani、ローマ祭）の3種があった。ケレースに捧げるものは平民担当、ユピテルに捧げるものは最初は平民が担当していたが、クルリスが増員されてからはそちらが担当していた。フローラに捧げるものについては紀元前240年から始まるため、諸説ある。
この経緯をティトゥス・リウィウスは、紀元前367年のリキニウス・セクスティウス法制定の際の話として、こう記している。独裁官マルクス・フリウス・カミッルスの仲裁により、執政官の一人をプレブスから、プラエトルの一人をパトリキから選出することが決まり、ローマ祭を延長して祝おうとしたが、プレブスが拒否したため、パトリキの若者たちが声を上げ、カミッルスがパトリキのアエディリスを選出することを民会に諮った。
硬貨のデザインからの推測によって、ルキウス・コルネリウス・スッラの独裁以降、アエディリス・クルリスとプレビスの差はなくなったのではないかと考える学者もいる。
キケロによれば、アエディリスには元老院での優先的順位、トガ・プラエテクスタ、象牙の椅子の使用、デスマスク（imago、イマーゴ）を残す権利（ius imaginis）が与えられたという。このイマーゴの権利が何を指すのか、テオドール・モムゼンは、普段保管しているこのマスクを葬儀の際に役者などに被せて葬列に加わる特権だとしたが、その後様々な検討が行われ、公共の場に像を建てる権利が含まれていたと拡大解釈する説や、葬儀に使うことは慣習に過ぎず法的に保証された権利ではないとする説など、様々な解釈が行われた。元々は凱旋将軍だけに認められていたこの権利が、アエディリスにまで広がったのではないかと考える学者もいる。

## 歴史
アエディリスという公職は護民官と同じ紀元前494年と同時期に設置された。
元々は護民官を補佐する公職であったが、後に、この公職は主に政治的な野心のある若者が就任し、ローマ人が誉れとした「クルスス・ホノルム」の手始めとして利用された。特に、アエディリス・クルリスは将来的にはコンスルに就任するには必ず通らねばならない公職と位置付けられていた。
紀元前44年にはガイウス・ユリウス・カエサルによってローマへの穀物流通を管理する専門のアエディリス職が設置されている。

## 任務
アエディリスの権限、義務は、
- 都市機能の管理
- 流通機能の管理
- 祭儀の管理
- 公共建築の管理と補修
- 治安、都市機能の監視と、法の違反者に罰金を課す権限
- 物価安定の監視と、不安定な際の介入権
- 神々に捧げる祝祭（ludi）および政治家個人の催し物（剣闘士試合など）の管理調整

などであった。